# George Porter (Bischof)
George Porter SJ (* 27. August 1825 in Exeter; † 28. September 1889 in Bombay) war ein englischer Geistlicher und römisch-katholischer Erzbischof von Bombay.

## Leben
George Porter trat in den Jesuitenorden ein und empfing am 15. Juni 1856 das Sakrament der Priesterweihe. Papst Leo XIII. ernannte ihn am 21. Dezember 1886 zum Erzbischof von Bombay. Der Apostolische Delegat in Indien und spätere Kurienkardinal Antonio Agliardi spendete ihm am 27. Februar 1887 zugleich mit Bernhard Beiderlinden die Bischofsweihe. Einen Monat später spendete Porter dem Nachfolger Agliardis als Delegat, Erzbischof Andrea Aiuti, die Bischofsweihe.
Nach zweieinhalb Jahren als Erzbischof starb Porter im Alter von 64 Jahren.